# カマサイト
カマサイト（kamacite）は、隕石（鉄隕石）中に見られる鉱物の一種。組成は鉄とニッケルの合金 (Fe,Ni) で、組成比は大体90:10から95:5であるが、コバルトや炭素のような成分を含むこともある。
比重8。モース硬度4。六方晶系または等軸晶系。
2006年に鉱物の独立種とは否定され、ニッケルに富む自然鉄の変種となった。